# Jago (scultore)
Jago, pseudonimo di Jacopo Cardillo (Frosinone, 18 aprile 1987), è un artista e scultore italiano.

## Biografia
Nato a Frosinone, dopo aver conseguito il diploma di Liceo Artistico, s'iscrive all'Accademia di Belle Arti di Frosinone, che abbandona prima di terminare gli studi. Dal 2016, anno della sua prima mostra personale nella capitale italiana, ha vissuto e lavorato in Italia, Cina, America ed Emirati. È stato professore ospite presso la New York Academy of Art, dove ha tenuto una masterclass e una lecture nel 2018.
Nel 2011, a soli 24 anni, su presentazione della storica dell'arte Maria Teresa Benedetti, viene selezionato da Vittorio Sgarbi per partecipare alla 54ª Esposizione Internazionale d'Arte della Biennale di Venezia. Il 21 novembre 2012 riceve dal papa la Medaglia del Pontificato per la realizzazione di un busto in marmo raffigurante papa Benedetto XVI coperto dalla veste pontificia, ispirandosi al ritratto di papa Pio XI di Adolfo Wildt. A seguito delle dimissioni del papa, modifica il busto originale, spogliando il papa emerito della veste e scolpendolo a torso nudo, intitolando la scultura Habemus Hominem, con un gioco di parole sulla formula habemus papam che sottolinea il ritorno all'umanità.
Nel 2016, all'interno della cripta della Basilica dei Santi XII Apostoli, ha luogo la sua prima esposizione personale a Roma, intitolata Memorie, una selezione di opere realizzate in marmo di Carrara.
Nel 2018 espone con successo all'interno del Museo Carlo Bilotti di Villa Borghese a Roma, l'opera Venere e Habemus Hominen, registrando più di 3.500 visitatori durante la sola inaugurazione. Nello stesso anno partecipa alla Biennale Internazionale di Arte Contemporanea Sacra e delle Religioni dell'Umanità a Palermo. Espone all'Armory Show di New York nello stesso anno con l'opera Donald e nel 2019 con Memoria di sé.
Nel 2019 a New York completa il Figlio Velato, scolpendo un blocco di marmo Danby del Vermont. L'opera, ispirata al Cristo Velato di Giuseppe Sanmartino, rappresenta un bambino disteso coperto da un velo. Il 21 dicembre la scultura viene collocata presso la Cappella dei Bianchi della chiesa di San Severo fuori le mura, nel Rione Sanità di Napoli.
Sempre nel 2019, in occasione della missione Beyond dell'Agenzia spaziale europea (ESA), Jago è stato il primo artista a inviare una scultura in marmo sulla Stazione spaziale internazionale. L'opera, intitolata The First Baby e raffigurante il feto di un bambino, è tornata sulla terra a febbraio 2020 sotto la custodia del capo missione, Luca Parmitano.
Nel novembre del 2020 Jago ha realizzato l'installazione Look Down in Piazza del Plebiscito a Napoli, poi installata nel deserto Al Haniya nell'Emirato di Fujaira. A ottobre 2021 ha collocato l’opera Pietà all’interno della Basilica di Santa Maria in Montesanto (nota come Chiesa degli artisti) a Roma.
Il 20 maggio 2023, nel Rione Sanità a Napoli, inaugura lo  Jago Museum. All'evento partecipano oltre 5000 persone per ammirare, nella chiesa di Sant'Aspreno ai Crociferi, alcune tra le opere più note dell'artista.
Nel 2023 appare inoltre nel docufilm Materia viva su Rai 3 per parlare di sostenibilità nel mondo dell'arte.

## Riconoscimenti
Ha ricevuto vari riconoscimenti, come la Medaglia Pontificia (conferitagli dal cardinale Ravasi nel 2010 alle Accademie pontificie), il premio Gala de l'Art di Montecarlo nel 2013, il premio Pio Catelnel nel 2015, il Premio del pubblico Arte Fiera di Bologna nel 2017. Ha inoltre ricevuto l'investitura come Mastro della Pietra al MarmoMacc del 2017.
- Medaglia - 2012
- lu fuck de palle - 2012
- La pelle dentro - 2010
- Impronta animale - 2012
- I cinque sensi - 2012
- Scheletro - 2013
- Containers - 2015
- Memoria di sé - 2015
- Sphynx- 2015
- Attraverso - 2015
- Carne - 2015
- Airavata - 2015
- Habemus Hominem - 2016
- Excalibur - 2016
- Facelock - 2016
- Eataly (il gelato) - 2016
- Prigioni - 2016
- Sassi - 2016
- Apparato circolatorio (serie) - 2017
- Muscolo minerale - 2017
- Venere - 2017
- Busto- 2007/2018
- Donald - 2018
- Eataly - 2018
- The taste of Liberty - 2019
- Figlio Velato - 2019
- The first baby - 2019
- Lookdown - 2020
- Reliquia - 2020
- Pietà - 2021
- David (bozzetto) - 2021
- Marmo italiano - 2022
- Aiace & Cassandra - 2022
- Narciso - 2023